# Stith Thompson
Stith Thompson, född 7 mars 1885 i Bloomfield, Kentucky, död 10 januari 1976 i Columbus, Indiana, var en amerikansk forskare inom folklore.

## Biografi
Thompson var son till John Warden och Eliza (McCluskey). Han flyttade med sin familj till Indianapolis vid tolv års ålder och började senare studera vid Butler University för att därefter ta sin BA-examen vid University of Wisconsin.
Under de kommande två åren undervisade han på Lincoln High School i Portland, Oregon, under vilken tid han lärde sig norska av skogshuggare. Han tog sin magisterexamen i engelsk litteratur från University of California, Berkeley 1912.
Thompson fortsatte sina studier vid Harvard University 1912-14 under George Lyman Kittredge och skrev där "European Borrowings and Parallels in North American Indian Tales", på vilken han tog sin doktorsexamen. (Den reviderade avhandlingen publicerades 1919). Denna växte fram ur Kittredge uppdrag, vars tema var att undersöka en särskild berättelse som heter "The Blue Band", insamlad från Chipewyanstammen i Saskatchewan för att undersöka om den kan härledas till liknande skandinaviska sagor.
Thompson var föreläsare i engelska vid University of Texas, Austin 1914-18, och undervisade i komposition. År 1921 blev han docent och senare professor, vid engelska institutionen vid Indiana University (Bloomington), som också hade ansvaret för att övervaka dess kompositionsprogram.
Han samlade och arkiverade traditionella ballader, berättelser, ordspråk, aforismer, gåtor, etc. Paralleller och global distribution av dessa kunde studeras med hjälp av hans system för motivkatalogisering. Den första volymen av hans Motivindex trycktes 1955. 
Thompson organiserade en informell quadrennial sommartid, "Institute of Folklore", med början 1942 och som fortfarande pågick efter hans avgång från undervisningen 1956. År 1962, inrättades en permanent Institution inom folklore vid Bloomington, med Richard Dorson som dess administratör och chefredaktör för dess journalutgivning.